# Babolat
Babolat é uma empresa francesa de equipamento para tênis, padel, badminton e squash. Ela é conhecida pela produção de raquetes usadas por atletas renomados.

## Raquetes
As suas raquetes principais incluem:
- Babolat Pure Aero (escolha de Carlos Alcaraz)
- Babolat Aeropro Drive Cortex (escolha de Rafael Nadal)
- Babolat Pure Drive (escolha de Andy Roddick)

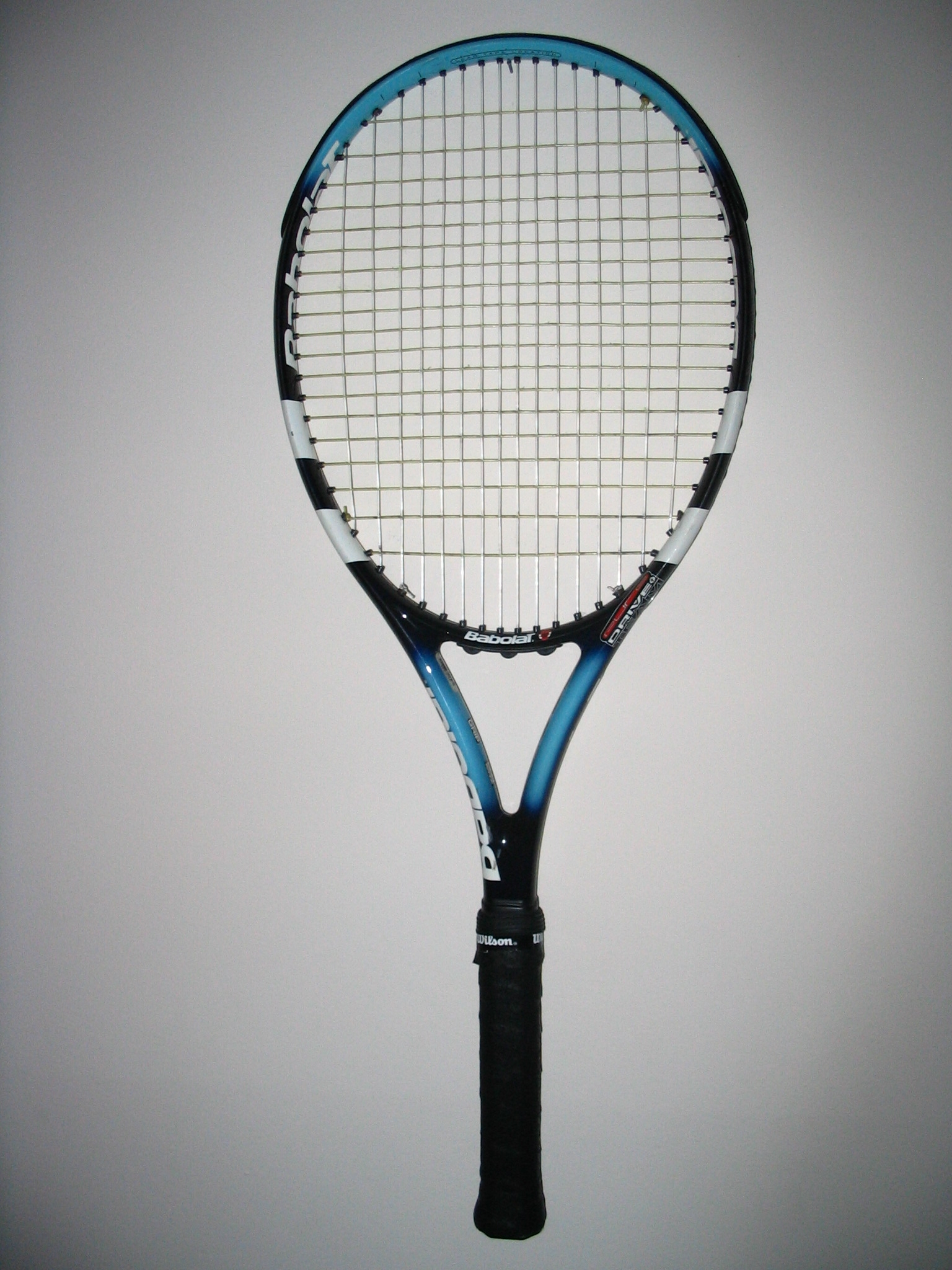
Babolat Pure Drive

- Babolat Pure Storm
- Babolat Aero Storm

## Tenistas que utilizam a marca
- Rafael Nadal
- Carlos Alcaraz
- Andy Roddick
- Jo-Wilfried Tsonga
- Fernando González
- Fabio Fognini
- Luis Horna
- Carlos Moya
- Igor Andreev
- Julien Benneteau
- Caroline Wozniacki
- Kim Clijsters
- Dinara Safina
- Na Li
- Nadia Petrova
- Anastasia Pavlyuchenkova
- Matheus Alves
- David Ferrer